# Juncus nupela
Juncus nupela är en tågväxtart som beskrevs av Jan Frederik Veldkamp. Juncus nupela ingår i släktet tåg, och familjen tågväxter. Inga underarter finns listade i Catalogue of Life.